# Draba helleriana
Draba helleriana är en korsblommig växtart som beskrevs av Edward Lee Greene. Draba helleriana ingår i släktet drabor, och familjen korsblommiga växter. Inga underarter finns listade i Catalogue of Life.